# Honneurs de l'Écosse
Pour les articles homonymes, voir Joyaux de la couronne.

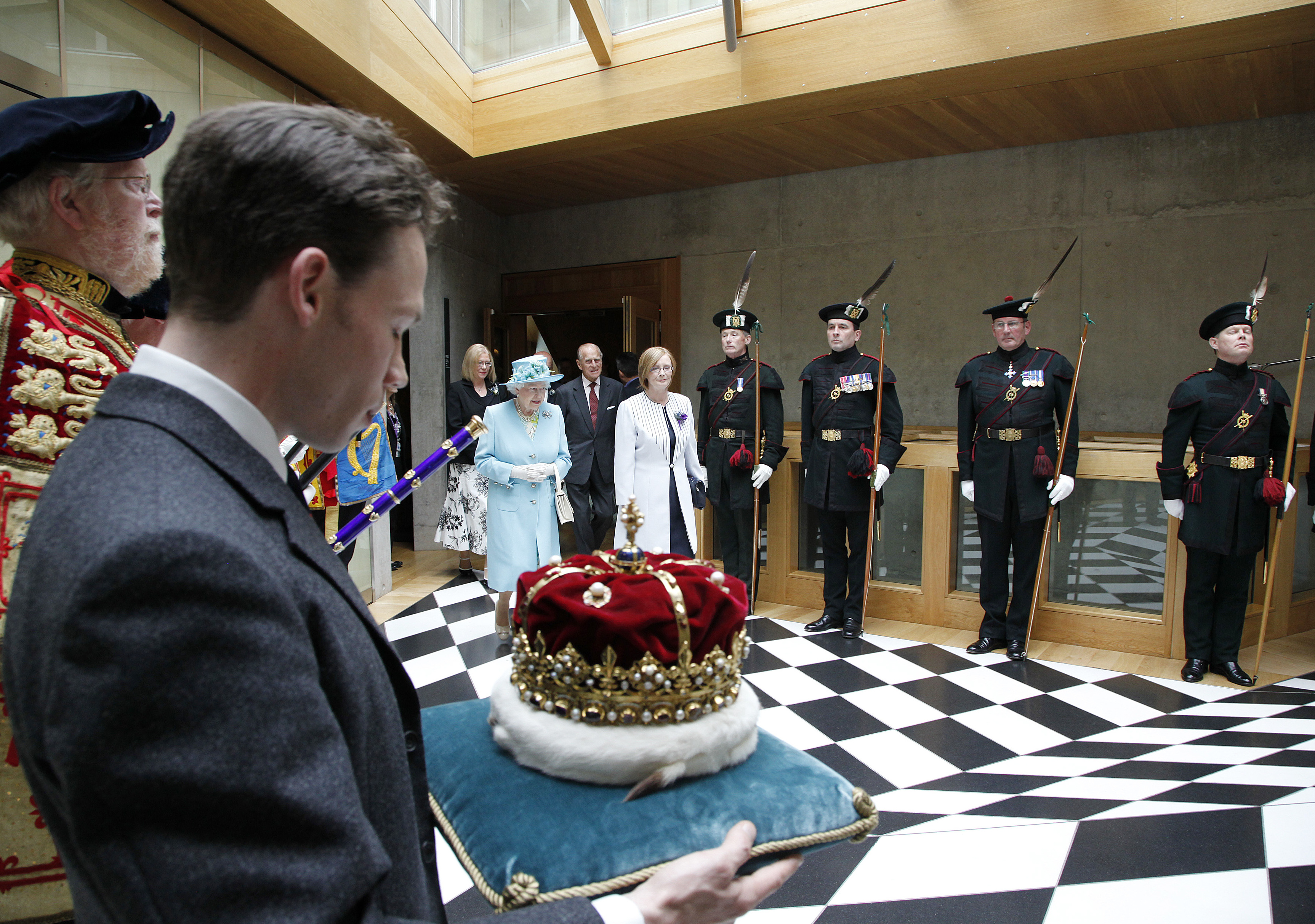
La couronne d'Écosse, portée par le duc de Hamilton lors d'une visite d'Élisabeth II au Parlement écossais en 2011.

Les Honneurs de l'Écosse, aussi appelés les joyaux de la couronne d'Écosse, datent des XVe et XVIe siècles et constituent les plus anciens joyaux de la couronne des Îles britanniques.
Les joyaux ont été utilisés ensemble pour tous les couronnements des monarques écossais de Marie Stuart en 1543 jusqu'à Charles II en 1651. Ils étaient utilisés pour représenter l'approbation royale de la législation dans les actes du Parlement d'Écosse avant que l'Angleterre et l'Écosse ne soient unifiées sous un seul Parlement en 1707, date à laquelle les Joyaux ont été enfermés dans un coffre et où les joyaux de la Couronne britannique les remplacent pour les monarques britanniques. Redécouverts en 1818, ils sont depuis exposés aux yeux du public au château d'Édimbourg. Les Honneurs servent aujourd'hui dans les grandes cérémonies d'État, notamment la première visite officielle en Écosse du roi George IV en 1822 ou celle d'Élisabeth II en 1953. Depuis la création du Parlement écossais en 1999, les Honneurs sont de nouveau utilisés pour représenter l'assentiment royal. 
Les trois éléments principaux des Honneurs de l'Écosse sont la couronne, le sceptre et l'épée. La couronne d'or décorée de gemmes et de perles est le seul élément écossais, les deux autres, réalisées en Italie, sont des cadeaux du pape. Ils apparaissent aussi sur les armoiries de l'Écosse et sur la version écossaise des armoiries royales du Royaume-Uni, où le lion rouge du roi d'Écosse est représenté tenant l'épée et le sceptre et portant la couronne. Des robes, éperons et un anneau faisaient aussi partie des insignes écossais, et les reines consort avait leur propre couronne, mais rien de tout cela ne nous est parvenu.
Les Honneurs secondaires comprennent une baguette en vermeil, trois insignes et une bague ayant appartenu à Jacques VII rajouté en 1830, ainsi qu'un collier avec pendants légués à l'Écosse par la duchesse d'Argyll en 1939.

## Histoire

### Histoire ancienne
L'usage des regalia par les souverains écossais ne peut être retracé qu'à partir du moment où les îles Britanniques se sont converties au christianisme, au cours du Moyen Âge central. Dans la première description d'un roi d'Écosse portant ses symboles de souveraineté, Edgard Ier est représenté sur son sceau ceint d'une couronne et tenant une épée et un sceptre. Son fils Alexandre Ier est montré tenant une orbe, emblème pictural de la royauté divine, mais qui ne fait pas partie des Joyaux. Lors du règne de John Balliol, les regalia comprennent une couronne, un sceptre, une épée et un anneau. Après l'invasion anglaise de 1296, cet ensemble et la Pierre du destin sont capturés par l'armée anglaise et ramenés jusque Londres. 
De nouveaux objets ont donc été créés pour les couronnements suivants, puis graduellement remplacés durant le XVIe siècle pour arriver à l'ensemble actuel des Honneurs, consistant en une couronne faite en Écosse par John Mosman, une épée et un sceptre fabriqués en Italie et offerts à l'Écosse par le pape. Une couronne du consort est créée en 1539 pour Marie de Guise, femme de Jacques V, mais elle ne restera pas parmi les Honneurs. En 1543, les regalia sont pour la première fois tous ensemble utilisés pour l'intronisation de Marie Stuart, alors dans la petite enfance. Dans la seconde moitié du siècle, ils représentent l'autorité royale dans le Parlement écossais : le consentement royal est accordé aux actes quand le monarque ou l'un de ses représentants le touche avec le sceptre.

### 17 siècle

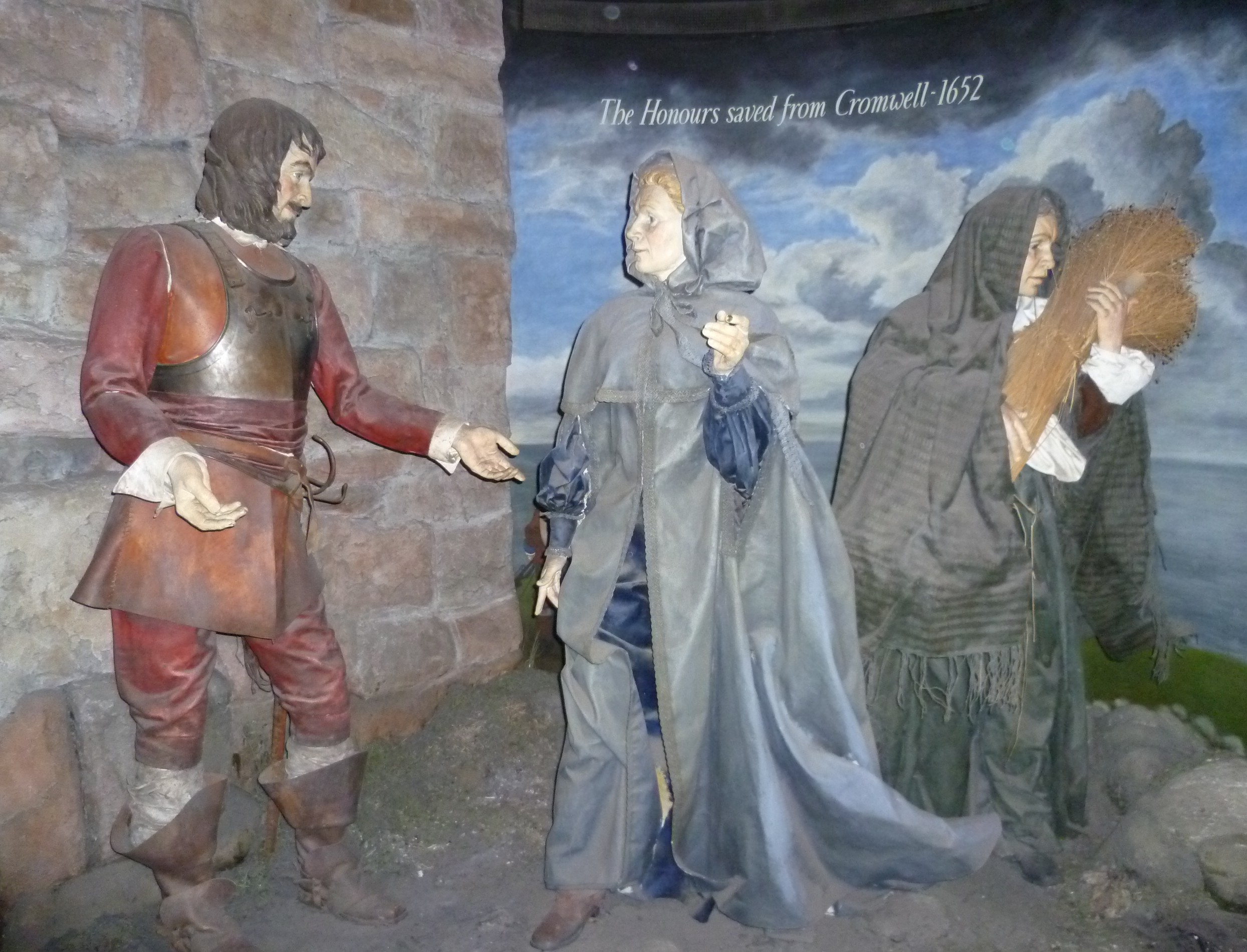
Sauvetage des Honneurs des mains d'Oliver Cromwell. Tableau au château d'Édimbourg.

Les éperons, emblèmes essentiels de la chevalerie, ont été présentés à Charles Ier lors de son couronnement écossais en 1633 (ces éperons et les habits de couronnement ont aussi été perdus). Après l'exécution du roi, le Parlement d'Angleterre ordonne de faire fondre les joyaux de la couronne anglaise et de les transformer en pièces. Pour les préserver, les Honneurs de l'Écosse sont cachés, d'abord dans le château de Dunnottar qui se retrouve assiégé, puis sous le sol de l'´église de Kinnef, avant d'être redécouverte en 1660 après la restauration de la monarchie. Malgré cela, ils ne seront guère plus utilisés pour couronner les souverains écossais après Charles II (dont le sacre remonte à 1651).
Jusqu'aux Actes d'Union de 1707 qui unissent les royaumes d'Écosse et d'Angleterre pour former le royaume de Grande-Bretagne, les Honneurs étaient rangés au Parlement d'Écosse pour représenter le monarque (qui vivait en Angleterre depuis l'union personnelle de 1603). Après l'union, les deux parlements sont dissous pour céder la place au Parlement de Grande-Bretagne siégeant à Londres. Les Honneurs de l'Écosse, n'ayant plus de rôle symbolique, sont enfermés dans un coffre du château d'Édimbourg.

### 19esiècle

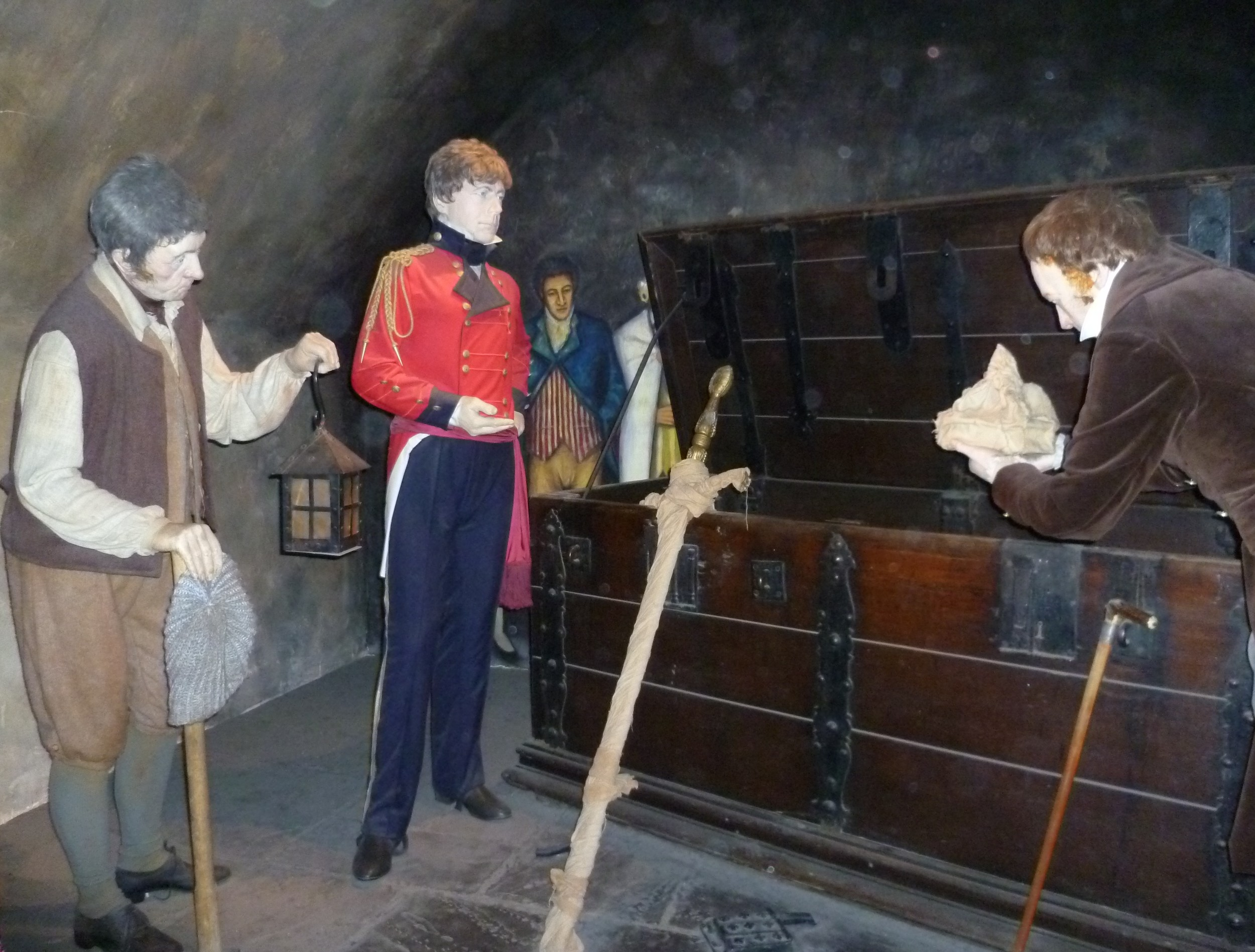
Redécouverte des Honneurs en 1818. Tableau au château d'Édimbourg.

Ils restèrent à cet emplacement, presque oubliés, jusque 1818 lorsque le Prince Régent accorda un mandat royal autorisant l'historien Walter Scott et un groupe d'officiers à casser le bas du mur de l'ancienne salle du trône. Alors que la plupart s'attendaient à trouver le coffre vide, ils furent surpris d'y trouver la couronne, le sceptre et l'épée exactement comme ils y avaient été laissés 111 ans plus tôt. L'étendard royal est hissé au-dessus du château d'Édimbourg en célébration de cet événement. Des exclamations de joie se répandent à travers le château, et la nouvelle est propagée au publicet le 16 mai 1819, les Honneurs sont exposés dans la salle. Ils sont gardés par deux vétérans de la bataille de Waterloo habillés comme à l'époque des Tudor.
George IV, devenu roi en 1821, réalise l'année suivant la première visite d'un souverain en Écosse depuis 1651. Le 12 août 1822, les Honneurs sont escortés dans une procession jusqu'au palais de Holyrood dans une atmosphère de fête, où, trois jours plus tard, le roi toucha symboliquement les joyaux. Avant de quitter le territoire, il prit part à une procession qui ramena les Honneurs au château où ils demeurèrent jusqu'au 20e siècle. 

### Jusqu'à nos jours
En 1911, l'épée est amenée devant George V pour l'ouverture officielle d'une chapelle de la cathédrale Saint-Gilles (la première sortie hors du château depuis 1822). Durant la Seconde Guerre mondiale, les Honneurs sont cachés par la crainte de les perdre en cas de défaite contre l'Allemagne. La couronne et les bijoux étaient enfouis sous le plancher des toilettes, pendant que le sceptre, l'épée et la baguette étaient placés à l'intérieur d'un mur. Les seules personnes à connaitre leurs emplacements étaient George VI, le secrétaire d'État écossais, le Remembrancer royal et le gouverneur général du Canada. En 1953, ils sont présentés à Élisabeth II lors d'une cérémonie nationale dans la cathédrale Saint-Gilles. Pour éviter que cette cérémonie soit vue comme un couronnement écossais, Winston Churchill conseille à la reine de s'habiller assez simplement.
De 1971 à 1987, l'épée est utilisée pour la promotion des chevaliers de l'ordre du Chardon, le plus haut ordre de chevalerie écossais. La Pierre du destin a été placée dans la salle du château près des Honneurs quand elle est revenue en Écosse. Pendant les rénovations des années 1990, tout a été entreposé dans une banque anonyme d'Édimbourg. Lors de l'ouverture du Parlement écossais en 1999, la couronne a été présentée sur un coussin car elle était trop fragile pour être portée par la reine. Elle a été de nouveau présente pour toutes les sessions parlementaire.
En 2018, des projets sont annoncés pour renouveler l'exposition des Honneurs et en améliorer l'accessibilité.

## Regalia

### Couronne

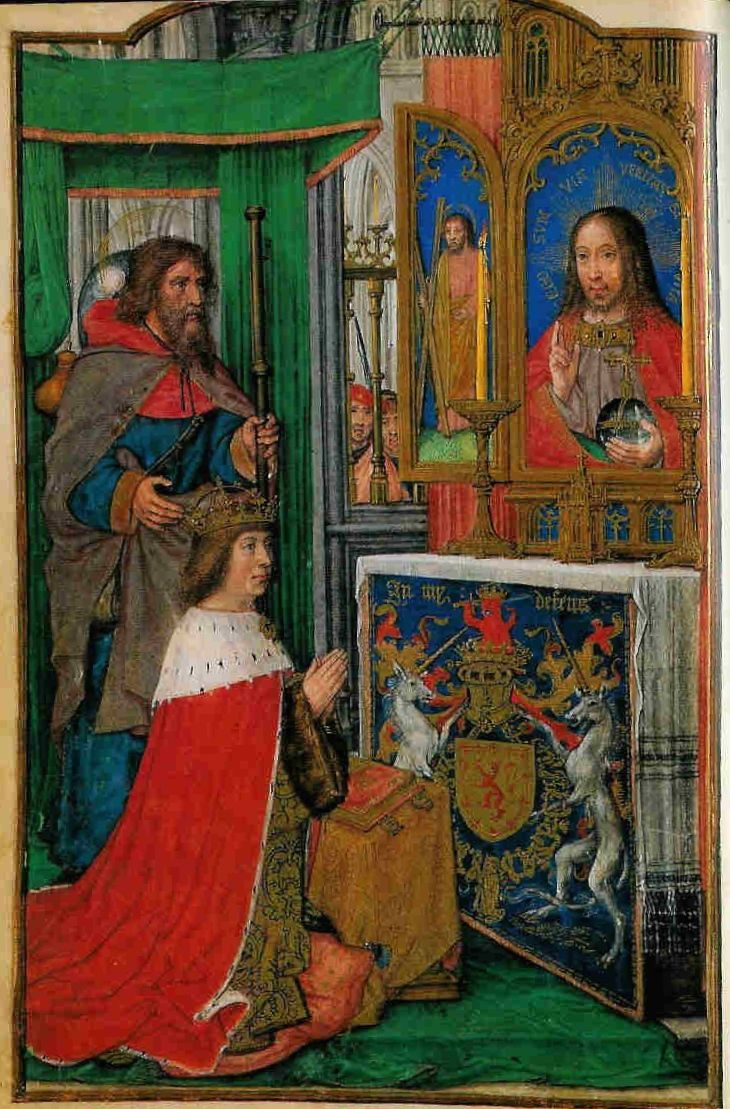
Jacques IV en prière, portant la couronne d'Écosse.

On ne sait pas exactement quand a été réalisée la couronne d'Écosse, mais il est possible de voir sa forme d'avant 1540 sur un portrait de Jacques IV dans un livre d'heures conçu pour son mariage avec Marguerite Tudor en 1503. Des arches sont rajoutées en 1532 par Jacques V, avec l'intention de la faire ressembler à une couronne impériale et d'appuyer ses prétentions de souveraineté. 
En 1540, la structure métallique est fondue puis refaite par l'orfèvre John Mosman, qui y rajoute 22 gemmes aux 20 pierres déjà présentes ainsi que 1,2 kilogramme d'or supplémentaire. Jacques V la porte pour la première fois lors du couronnement de son épouse la même année dans l'abbaye d'Holyrood. Elle pèse alors 1,6 kilo et la structure est décorée d'une alternance de fleurs-de-lys et de croix fleuries. Deux arches d'or, préservées de l'originale, sont surmontées d'un globe d'or émaillé d'azur et d'étoiles pour symboliser le ciel nocturne. Sur cela est placée une croix décorée d'émail noir, de perles et d'une améthyste. Une coiffe en velours violet avait été fabriquée, mais elle est changée pour un velours rouge par Jacques VII (1585-1588) et la coiffe actuelle date de 1993. Quatre ornements en or surmontés d'une large perle sont attachés à la coiffe entre les arches de la couronne.

### Sceptre
Le sceptre d'Écosse est un cadeau du pape Alexandre VI à Jacques IV qui a été remodelé et allongé en 1536.  Il est fait de vermeil et surmonté d'une gemme polie, mais comprend aussi divers grotesques et symboles chrétiens : des dauphins stylisés (représentant l'Église) et des images de la Vierge tenant l'enfant Jésus, de saint Jean ou de saint André tenant un sautoir.

### Épée d'État
L'épée de l'État d'Écosse est aussi un cadeau papal, offerte par Jules II à Jacques IV en 1507. Elle a été fabriquée par Domenico da Sutri et remplace une épée originale faite en 1502. La lame gravée, mesurant 99 centimètres, comprend des figures de saint Pierre et de saint Paul, ainsi que le nom de Jules II. La poignée en vermeil, mesurant 38,7 centimètres, est décorée d'images de feuilles de chêne et de glands et la garde est en forme de dauphins. Elle est offerte avec un fourreau en bois doublé de velours pourpre et de reliefs en vermeil, auquel est accroché un tissage de soie, des bandes d'or et une boucle de vermeil.
Pour le couronnement écossais du roi Charles III en 2023, une nouvelle épée d’État, l’épée Élisabeth (en anglais : Elizabeth Sword), lui a été remise, l’ancienne épée étant jugée trop fragile. Elle a un coût de 22 000 livres sterling.

## Autres joyaux
Depuis 1818, les Honneurs sont exposés ainsi que d'autres pièces de joaillerie cérémonielle.

### Baguette
Au côté de la couronne, du sceptre et de l'épée, Walter Scott a trouvé une baguette. Elle mesure 1 mètre et est surmontée d'un globe en cristal crucigère. Le créateur de l'objet est inconnu, à l'exception de ses initiales F.G. Son utilisation (si toutefois elle en avait une) comme sa présence parmi les regalia restent un mystère. Walter Scott pense qu'elle a pu être utilisée par le Grand Trésorier d'Écosse, et qu'elle devait être une forme différente de sa masse d'arme habituelle.

### Bijoux Stewart
Quatre objets pris en exil par Jacques VII après la Glorieuse Révolution en 1688 sont aussi exposés : un médaillon, un Grand George, un collier et une bague en rubis. Ils sont revenus dans les îles Britanniques 119 ans plus tard et ont été donnés au château d'Édimbourg par un prêt permanent de Guillaume IV en 1830. 
Le Joyau de Saint-André de l'ordre du Chardon est un médaillon en or et en argent suspendu par un ruban qui contient un morceau de calcédoine, sculpté en camée de saint André. Le camée est entouré de 12 diamants, et son verso est gravé de la devise de l'ordre en latin "Nemo me impune lacessit" (que l'on peut traduire par "Nul ne m'offense impunément"). À l'intérieur se cache une miniature de la princesse Louise de Stolberg-Gedern, bru du souverain. L'objet a une origine difficile à établir (anglaise, française, italienne ou néerlandaise), a été endommagé de nombreuses fois et mesure 6,5 centimètres.
Le collier et le Grand George de l'ordre de la Jarretière se composent d'une figure en or émaillé de saint George tuant le dragon, réalisée en 1661 sous Charles II et suspendue à un collier en or de 1685. Le Grand George est fait de 122 diamants et mesure 7,2 par 6,4 centimètres. La cape du saint et une large boucle de suspension sont manquantes. Le collier mesure en tout 1,57 mètre et est fait d'une succession de nœuds et de badges émaillés où figure une rose Tudor. 
L'anneau en rubis a probablement été utilisé lors des couronnements de Charles I et de Charles II, et certainement à celui de Jacques II. C'est un large rubis gravé de la croix de saint George, entouré de 26 diamants rajoutés au 19e siècle.

### Bijoux Lorne
La princesse Louise, duchesse d'Argyll, quatrième fille de la reine Victoria, lègue à la nation écossaise un collier, un bracelet et un pendant à sa mort en 1939. Ces joyaux londoniens étaient un cadeau de son mari le marquis de Lorne (plus tard duc d'Argyll) en 1871. Le collier contient 190 diamants et 13 perles, le bracelet consiste en une grosse perle entourée de 30 diamants, et les pendants en forme de poire sont sertis de diamants, d'émeraudes et de saphirs, portant en relief la devise des ducs d'Argyll : "Ne obliviscaris" (que l'on peut traduire pas "N'oubliez pas").

## Commissaires à la Conservation des Regalia
Par les termes d'un mandat royal de 1818, les titulaires des quatre grands offices d'État d'Écosse sont ex-officio les commissaires à la Conservation des Regalia. Le mandat donne aux titulaires le pouvoir de nommer des gardiens adjoints et des Yeomen Warders pour la garde des regalia. Depuis 1966, les commissaires sont aussi responsables de la garde de la Pierre du destin et des modalités de son déplacement jusque l'abbaye de Westminster pour les couronnements des monarques britanniques.

## Lectures complémentaires
- Chris Tabraham, The Honours of Scotland, Historic Environment Scotland, 2019 (ISBN 978-1-84917-275-2, lire en ligne)